# Lachnus longisetosum
Lachnus longisetosum är en insektsart som beskrevs av Ghosh, A.K. 1982. Lachnus longisetosum ingår i släktet Lachnus och familjen långrörsbladlöss. Inga underarter finns listade i Catalogue of Life.